# Nevenka Petrić
Nevenka Petrić (Maslovare, 11. mart 1927 — Beograd, 27. decembar 2015) bila je srpska književnica.

## Život i rad
Po završetku osnovne škole pošla je u srednju Žensku građansku školu u Banjaluci, ali s obzirom da je Drugi svetski rat u Jugoslaviji počeo 6. aprila 1941. godine, sve škole su prestale sa radom do oslobođenja 1945. godine, pa je prekinuto i Nevenkino školovanje.
Posle napada nacističke Nemačke na Jugoslaviju, njene slobodoljubive snage počele su dizati ustanak protiv okupatora, pa je tako i Nevenkina cela porodica odmah 1941. godine stupila u prve redove, a sa njima i Nevenka, koja je tada imala 14 godina.

## Narodnooslobodilačka borba 1941—1945.
U Narodnooslobodilačkoj borbi Jugoslavije (1941—1945), protiv nemačke okupacije i njihovih sledbenika, Neveka Petrić bila je borac, a vrlo brzo postaje omladinski rukovodilac u četi, bataljonu, odredu, a nešto kasnije i na okrugu Banjaluke, a potom i celoj centralnoj Bosni. Radila je na osnivanju omladinske antifašističke organizacije, kako na slobodnoj, tako i na neoslobođenoj teritoriji i to i na terenu i u vojsci, pošto su, posle izvesnog vremena, pored dva postojeća odreda, banjalučkog i prnjavorskog, osnivani i novi na području centralne Bosne – vlašićki, travnički, uzlomački, dobojski, derventski, tešanjski i drugi, a znatno kasnije i srednjobosanske brigade: Četrnaesta, Osamnaesta i Devetnaesta.
Na prvoj okružnoj konferenciji antifašističke omladine za okrug Banjaluku, Nevenka je izabrana za prvog predsednika omladine (USAOJ-a - Ujedinjenog saveza antifašističke omladine Jugoslavije) za okrug Banja Luku, a nešto kasnije na Okružnoj konferenciji omladine cele centralne Bosne, održanoj u Tesliću, septembra 1944. godine, takođe je izabrana za predsednika omladine (USAOJ-a) za celu centralnu Bosnu.
Tako je Nevenka Perić bila aktivno politički angažovana, kako među omladinom na terenu celog okruga centralne Bosne, tako i u svim vojnim odredima koju su tokom rata osnivani na području centralne Bosne: banjalučkom, uzlomačkom, motajničkom, prnjavorskom, vlašićkom, srbačkom, teslićko-tešanjskom i drugim, koji su tokom rata osnivani.
Kako je u proleće 1944. godine, 2, 3. i 4. maja održan Drugi kongres USAOJ-a u Drvaru, Nevenka Petrić je bila veoma angažovana u pripremama i predvodila je delegate antifašističke omladine toga kraja koji su bili izabrani za ovaj kongres.

## Posle oslobođenja
Odmah po oslobođenju u proleće 1945. godine, Neveka Perić je raspoređena na rad u oslobođenoj Banjaluci, 22.04.1945. godine i postavljenja je za prvog predsednika omladine grada Banjaluke, u kome je uskoro izabrana za predsednika Okružnog odbora USAOJ-a za okrug Banjaluku.
U 1949. postavljena je za organizacionog sekretara, a od 1950. godine izabrana je za predsednika Oblasnog komiteta Narodne omladine za Bosansku krajinu.
Sa te dužnosti upućena je u Višu političku školu u Beograd (1951—1953), koju je završila sa odličnim uspehom (10). 1954.godine vraća se u Banjaluku i postavljena je za načelnika za zdravlje i socijalnu politiku u Skupštini grada Banjaluke. 1956. godine prelazi na rad u Beograd gde je postavljena za načelnika za zdravlje i socijalnu politiku u centralnoj beogradskoj opštini – Stari Grad u Beogradu.
Zatim je izabrana na Skupštini predstavnika žena svih republika i pokrajina Jugoslavije, održanoj u Zagrebu, 2, 3 i 4 maja 1961. godine, za sekretara Konferencije za društvenu aktivnost žena Jugoslavije. Na toj funkciji je bila dva mandata od po četiri godine i intezivno se bavila i poslovima na međunarodnom planu. U ovom periodu radila je i na poslovima u oblasti nauke i obrazovanja, takođe na nivou Federacije.
U 1967. godini izabrana je za potpredsednika Saveta za planiranje porodice Jugoslavije, a naredne godine za predsednika, sa mandatom od četiri godine. Na istu dužnost je ponovo izabrana za još jedan četverogodišnji predsednički mandat.
U svojstvu predsednika Saveta za planiranje porodice Jugoslavije, obavljala je izborne funkcije i na evropskom i na internacionalnom nivou u oblasti obrazovanja u domenu planiranja porodice. Bila je predstavnik Jugoslavije u toj međunarodnoj organizaciji u Londonu. U tom svojstvu izabrana je za predsednika Evropskog komiteta za obrazovanje Međunarodne federacije za planiranje porodice i za člana odgovarajućeg komiteta na internacionalnom nivou u svojstvu predstavnika Evrope. Takođe je bila član Centralnog Savjeta Međunarodne federacije za planiranje porodice (IPPF – International Planed Parenthood Federation), u svojstvu predstavnika Evrope.
Bila je 10 godina direktor međunarodnog kursa UN na temu „Humanization of Relations Beatween Sexes and Responsible Parenthood“ („Humani odnosi među polovima i odgovorno roditeljstvo“), osnovanom pri Rektoratu Univerziteta u Sarajevu, od 1982 – 1992. godine. Učesnici na ovim kursevima bili su iz zemalja u razvoju sa svih kontinenata, a birali su ih i slali na kurseve odgovarajuće ustanove vlada određenih zemalja.
Nevenka Petrić bila je i ekspert Ujedninjenih nacija – Fonda UN za populaciona pitanja, u periodu od 1982 – 1992. godine. U tom svojstvu povremeno je bila uključena u realizaciju pojedinih naučno-istraživaćkih projekata u Indiji, Indoneziji, Grčkoj, Rumuniji...

## Bibliografija
Objavila je trinaest knjiga, od toga i jednu trilogiju „I zvijezde smo dosezali“ (1, 2. i 3.), a izdata je biobibliografija objavljenih radova Nevenke Petrić tokom pedeset godina: „Nevenka Petrić: Bibliografija 1945—1995.“ (sa ukupno 893 objavljena rada u navedenom periodu), zatim 1997. godine štampana je knjiga „Sto pedeset godina moje porodice 1855—2005.“, koju je izdao NIP „Radnička štampa“, Beograd, 2006. godine (479 str.).
Među objavljenim knjigama je i doktorska disertacija - Dr Nevenka Petrić: „Čovjekove slobode, rađanje, samoupravljanje“ – sa akcentom na ustavnom ljudskom pravu na planiranje porodice u Jugoslaviji, 1987. god. (tiraž 1.500 primeraka).
Među objavljenim knjigama su i tri na engleskom jeziku:
a)	Nevenka Petrić: „The Human Right to Free Choice on Childbirth in the Social Federal Republic of Yugoslavia“, tiraž 500, (1945) - knjiga je prvo objavljena na engleskom jeziku i bila jedan od osnovnih materijala za državnu delegaciju, a zatim i na srpskom: „Pravo čoveka da slobodno odlučuje o rađanju u Socijaliskičkoj Federativnoj Jugoslaviji“ objavljena je u istom tiražu. Ova knjiga poslužila je i kao osnovni materijal za pripreme delegacije Socijalističke Federativne Republike Jugoslavije (SFRJ) za Svetski kongres žena, održan u okviru delovanja Ujedinjenih nacija. Nevenka Petrić bila je član te delegacije na Svetskom kongresu žena, održanom u Meksiku 1975. godine.
b)	Nevenka Petrić: „The Integration of the contens on humanization of relations between the sexes and responsible parenthood into curricula of pedagogic and psychological disciplines for traning of pedagogues, psychologists and teachers“, 1980. tiraž 500.
c)	Nevenka Petrić: „Children in Yugoslav Socialist Self-Management Society“, 1980, tiraž 500.
Objavljena je 21 knjiga u kojima je Nevenka Petrić koautor (12 na srpskom, 1 na makedonskom i 8 na engleskom) i brojne studije i članci na srpskom i stranim jezicima.
Diplomirala je na Filozofskom fakultetu Univerziteta u Beogradu, 1963. godine, kao vanredni student.
Doktorirala je na Filozofskom fakultetu Univerziteta u Sarajevu na temu, „Čovjekove slobode, rađanje, samoupravljanje“. Knjiga na navedenu temu objavljena je u Sarajevu, „Svijetlost“, 1981. godine, 474 str, tiraž 1500.
Nevenka Petrić je autor i četiri zbirke pesama:
1. „Tražih tračak sunca pogledom“, Beograd, 1993, 57 strana, autorsko izdanje;
2. „Zapis na vetru“, Beograd, 1994, 65 strana, autorsko izdanje;
3. „Prolećni akordi“, Beograd, 1994, 79 strana, autorsko izdanje;
4. „Kap rose na cvetku“, Beograd, 1996, 224 strana, izdavač DIK Književne novine – ENCIKLOPEDIJA, Beograd, Kneza Miloša broj 82, tel 011/658-441.

U društvenom angažovanju Nevenka Petrić je:
1. Član Udruženja pisaca Srbije i potpredsednik Saveza književnika Jugoslavije;
2. Kao učesnik Narodnooslobodilačkog rata Jugoslavije, od 1941. do 1945. godine, nosilac je „Spomenice 1941“ i drugih odlikovanja i društvenih priznanja;
3. Član je Komisije za međunarodnu saradnju Republičkog odbora SUBNOR-a
4. Saveza udruženja boraca Narodnooslobodilačkog rata 1941-1945 Srbije;
5. Svetska federacija boraca, Pariz, imenovala je Nevenku Petrić za člana svoje Komisije za međunarodnu saradnju;
6. Republički odbor SUBNOR-a Srbije delegirao je Nevenku Petrić za svog predstavnika u Svetskoj federaciji boraca.

## Galerija
- Мајka Natalija Petrić, rođena Popović, učiteljica. Učesnik NOB-a od 1941.
- Otac Vaso Petrić, trgovac i predsednik opštine u Maslovarama. Organizator ustanka u svoj kraju 1941.